# Tabanus pellus
Tabanus pellus är en tvåvingeart som beskrevs av Philip 1959. Tabanus pellus ingår i släktet Tabanus och familjen bromsar. Inga underarter finns listade i Catalogue of Life.